# Hendschiken
Hendschiken é uma comuna da Suíça, no Cantão Argóvia, com cerca de 907 habitantes. Estende-se por uma área de 3,52 km², de densidade populacional de 258 hab/km². Confina com as seguintes comunas: Ammerswil, Dintikon, Dottikon, Lenzburg, Othmarsingen, Villmergen.
A língua oficial nesta comuna é o Alemão.